# 兹胡里夫卡

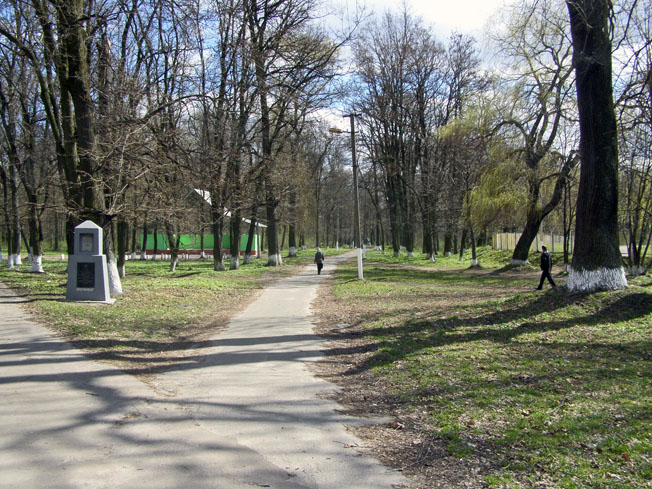

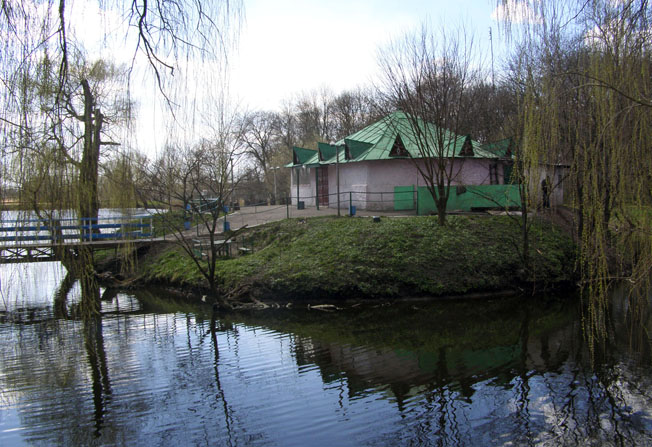

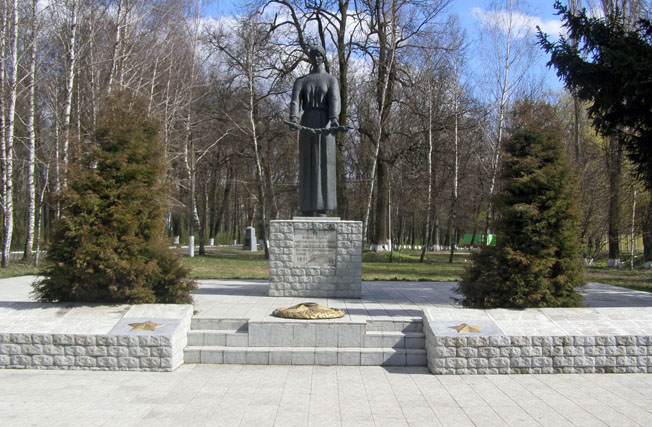

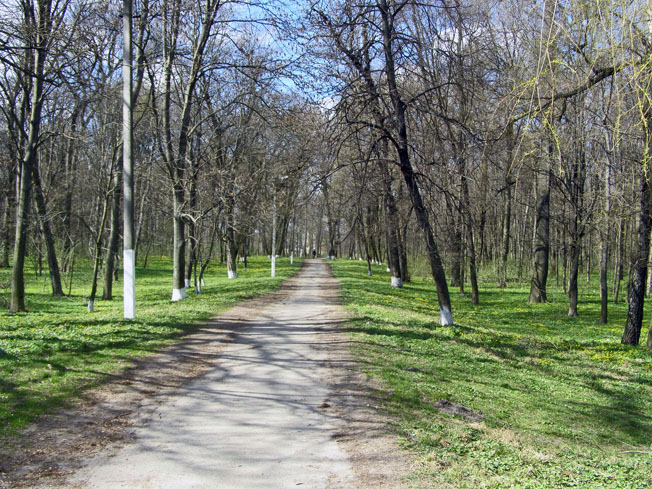

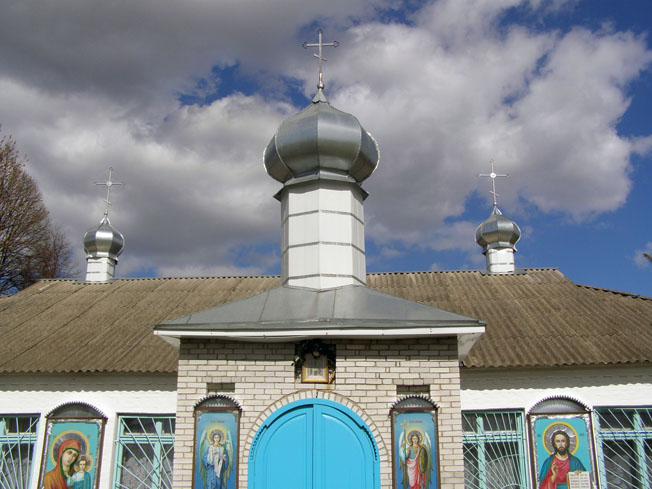

兹胡里夫卡（羅馬化：Zghurivka），或译为兹古罗夫卡（羅馬化：Zgurovka）是烏克蘭中北部基輔州布羅瓦里區兹胡里夫卡市镇内的市級鎮及其行政中心。距離亞霍廷32公里，面積13.37平方公里，海拔高度130米，2012年人口5,365，人口密度每平方公里407.4人。